# Ceratagallia entoma
Ceratagallia entoma är en insektsart som beskrevs av Hamilton 1998. Ceratagallia entoma ingår i släktet Ceratagallia och familjen dvärgstritar. Inga underarter finns listade i Catalogue of Life.